# Battus eracon
Battus eracon es una mariposa del género Battus, familia Papilionidae.

## Clasificación y descripción de la especie
Esta especie es muy similar a otras especies del género Battus, y puede ser confundida con otras. Las alas anteriores en su faz dorsal son de color negro con un ligero brillo verde militar más fuertemente desde la vena M3. También se le pueden observar de siete a ocho manchas submarginales de color verde grisáceo claro; las últimas tres manchas casi ausentes (cercanas a la región apical). En la banda marginal, tiene lúnulas delgadas del mismo color, verde grisáceo. Las alas posteriores en su faz dorsal son del mismo color que las anteriores, tiene una serie de manchas marginales, parecidas a lúnulas de verde grisáceo, también una serie de manchas submarginales del mismo color y otras posdiscal interna forma ovalada del mismo color. Las alas posteriores en su faz ventral son de color café oscuro, con tres manchas submarginales entre las venas M3 y 1A. El color se vuelve más oscuro a negro a la altura de la vena M3 hasta el margen interno. Banda marginal con lúnulas de color verde grisáceo, en las anteriores. Las posteriores en su faz ventral son del mismo color que las anteriores. En la banda marginal tiene una serie de manchas en forma de lúnula de color verde grisáceo claro. La banda submarginal con manchas ovaladas de color verde grisáceo claro más cercanas a la vena; y manchas submarginales de color anaranjado, rectangulares, bordeadas de color negro. A la altura de esta misma banda otras de color azul claro del lado superior. Esta especie tiene el abdomen de color verde grisáceo claro por el dorso, y de color negro en las uniones de cada segmento. Además, varios puntos amarillos laterales en el tórax.

## Distribución de la especie
La distribución de esta especie está limitada, localizándose principalmente en el oeste de México, restringiéndose a las zonas más cercanas a la costa de Colima y los estados de Sinaloa, Jalisco, Michoacán y Guerrero.

## Hábitat
Es más común verla en alturas que van de los 0 a los 200 m s. n. m., y en sitios en donde existan colinas costeras, ya que no se le ha observado a altitudes superiores de los 610 m s. n. m. Frecuentemente son atraídos por el néctar de las flores en bosques secos o caducos.

## Estado de conservación
No se encuentra bajo ninguna categoría de riesgo.